# Па-де-катр
Па-де-катр (фр. pas de quatre) — музыкально-танцевальная форма в балете. Повторяет построение па-де-де с вариацией четырёх танцовщиков. В XIX веке сложилась форма па-де-катра, состоящая из выхода исполнителей (антре), индивидуальных вариаций и коды. Существовал также бальный танец с аналогичным названием.
Среди известных примеров па-де-катра — номер, поставленный Жюлем-Жозефом Перро на музыку Цезаря Пуни для четырёх знаменитых танцовщиц (на иллюстрации — слева направо): Люсиль Гран, Марии Тальони, Карлотты Гризи и Фанни Черрито. В этом составе балет был представлен только несколько раз, в том числе 12 июля 1845 года в Лондоне для королевы Виктории и принца Альберта.